# Otto Lenel
Otto Lenel (født 13. december 1849 i Mannheim, død 7. februar 1935 i Freiburg im Breisgau) var en tysk jurist.
Lenel blev 1876 privatdocent i Leipzig, 1882 ordentlig professor i Kiel, 1884 i Marburg, 1885 i Strasbourg og 1907 i Freiburg. Både som historiker og dogmatiker hørte Lenel til samtidens mest fremragende retsforskere; hans berømte restitution af det prætoriske edikt Das Edictum perpetuum. Ein Versuch zu dessen Wiederherstellung (1883, 2. udgave 1907, oversat på fransk af Frédéric Peltier 1901—03), der blev prisbelønnet af Savigny-stiftelsen, er et af den romanistiske litteraturs hovedværker. Af stor betyning for studiet af de romerske retskilder er Lenels Palingenesia juris civilis (I—II, 1887—89). Foruden en mængde tidsskriftsafhandlinger, bidrag til samleværker, Holtzendorff-Kohlers retsencyklopædi for eksempel, har Lenel skrevet Über Ursprung und Wirkung der Exceptionen (1876), Beiträge zur Kunde des prätorischen Edicts (1878), Das Sabinussystem (1897), Praktikum des Bürgerlichen Rechts (1901, 8. oplag 1919), Über die Reichsverfassung (1920), Die Universität Strassburg 1621—1921 (1921) og sammen med Josef Partsch Zum sogenannten Gnomon des Idios Logos (1920). Af Lenels betydeligste afhandlinger skal fremhæves: Stellvertretung und Vollmacht (Jherings "Jahrbuch für die Dogmatik", 36. bind) og Die Lehre von der Voraussetzung ("Archiv für die civilistische Praxis", 74. og 79. bind) — sidstnævnte en skarp kritik af Windscheids indflydelsesrige forudsætningsteori; beslægtede tanker er i dansk retsvidenskab blev udtalte af Ernst Møller.